# روس ريان
روس ريان (بالإنجليزية: Ross Ryan)‏ هو مغني وكاتب أغاني ومنتج أسطوانات أسترالي، ولد في 13 ديسمبر 1950 في Fort Leavenworth ‏ في الولايات المتحدة.

## وصلات خارجية
- الموقع الرسمي
- روس ريان على موقع ميوزك برينز (الإنجليزية)
- روس ريان على موقع ديسكوغز (الإنجليزية)